# Edgar Martínez (Baseballspieler)
Edgar Martínez (* 2. Januar 1963 in New York City, New York), genannt auch Gar und Papi, ist ein ehemaliger US-amerikanischer Baseballspieler, der 18 Jahre in der Major League Baseball (MLB) spielte. Zurzeit ist er Hitting Coach bei den Seattle Mariners.

## Profi-Karriere
Am 19. Dezember 1982 unterzeichnete Edgar „Gar“ Martínez bei den Seattle Mariners einem Minor-League-Vertrag. Martínez arbeitete sich durch die Minor League Teams der Mariners und spielte bei den Chattanooga-Lookouts und den Calgary Cannons. Martínez gab sein Major-League-Debüt am 12. September 1987 und wurde 1990 Stammspieler bei den Mariners. Er ersetzte Jim Presley auf der Third Baseman-Position. Er begann seine Karriere als Third Baseman und gewann 1992 den American League Batting Title, aber dann zerrte er seinen Oberschenkel während eines Ausstellungsspiels im BC Place Stadium in Vancouver, kurz vor der Saison 1993. Er hat sich niemals vollständig erholt.
Martínez wurde 1995 zum Vollzeit Designated Hitter (DH). Bisher ist er der einzige DH, der jemals einen Batting Title gewonnen hat (1995). Er gewann mit einer Schlagdurchschnitt von 0,355.
Am 9. August 2004 kündigte Martínez seinen Ruhestand an, der am Ende der Saison wirksam wurde. Martínez sagte über seine Wahl, in den Ruhestand zu gehen, und zu seiner Karriere in Seattle:

„It is hard, very hard, I feel in my mind and my heart I want to keep playing. But my body is saying something differently, so I feel this is a good decision.“

### The Double
Martínez ist bekannt für seine Leistung in der American League Division Series 1995 gegen die New York Yankees. Er hatte damals eine Average von 0,571 und erreichte die Bases 18 Mal in fünf Spielen. In Spiel 4 dieser Serie schlug er einen Three-Run Homer, dann einen Grand Slam – das beendete ein 6:6-Unentschieden auf dem Weg zu einem 11:8-Sieg. Seine RBI-Gesamtsumme in diesem Spiel war Einzelspiel-Postseason-Rekord. Dieser Sieg brachte ein 2:2-Unentschieden in einer Best-of-Five-Serie und erzwang Spiel 5. Die Mariners lagen im 11. Inning von diesem entscheidenden Spiel mit 5:4 zurück. Martínez schlug ein Two-Run-Double, von den Mariners-Fans „The Double“ genannt, mit dem sie das Spiel 6:5 und die Series 3:2 (nach einem 0:2-Rückstand) gewannen. Der Sieg brachte die Mariners in die nächste Runde gegen die Cleveland Indians zur American League Championship Series, zum ersten Mal in der Franchise-Geschichte. Die Mariners verloren die Series schlussendlich in sechs Spielen.

„A lot of people remember that double when they talk about my career, I'd say, yeah, that would define my career.“

Ein Baseball-Mythos besagt, dass Martínez mit diesem Double den Baseball in Seattle gerettet haben soll. Es war einer von vielen Momenten in einem „Wunderlauf“ der Mariners im September und Oktober 1995, der die öffentliche Stimmung zum Team veränderte und damit die Finanzierung des Baus des neuen Baseballstadions als Teilersatz für den Kingdome sicherte.

### Vermächtnis

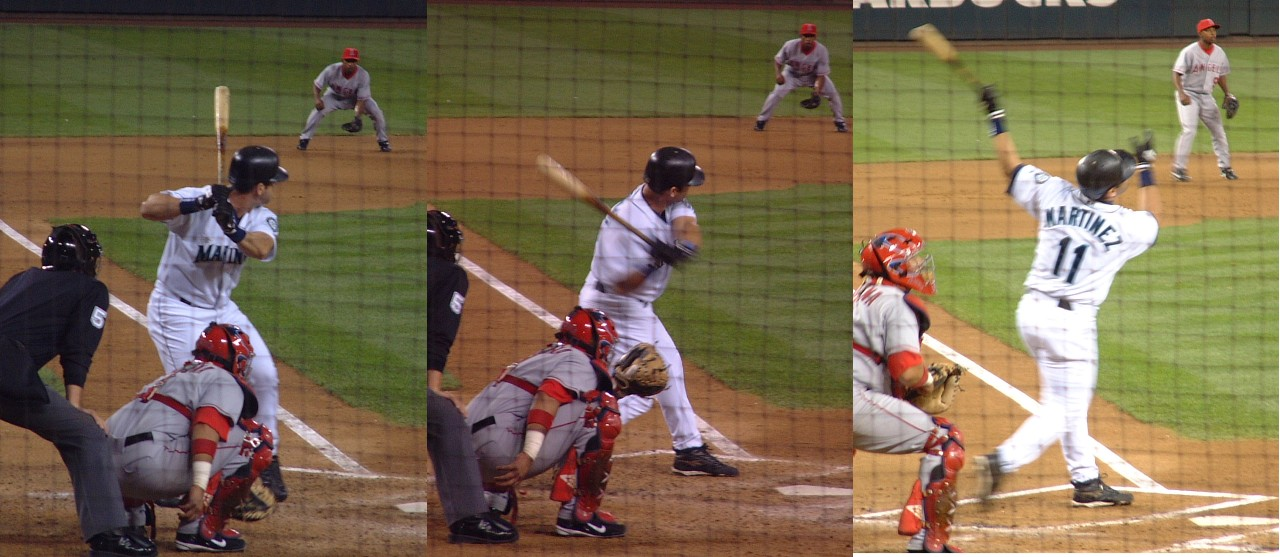
Martínez at Bat 2004

Während seiner Karriere war Martínez bei den Mariner-Fans sehr beliebt, spielte seine gesamte Karriere mit dem Team und war immer bereit, Autogramme für Fans zu unterzeichnen. Im Oktober 2004, nach seinem Ruhestand, wurde ein Teil der South Atlantic Street in Seattle, die an den T-Mobile Park grenzt, in Edgar Martínez Drive South umbenannt. Bei seiner Ruhestandszeremonie wurde ihm von den Marinern ein Porträt „mit seinem hohen Schrittschatzstil“, gemalt von dem Künstler Michele Rushworth, überreicht.
Die Mariners haben Martínez’ Nummer 11 nicht mehr vergeben, seit er zurückgetreten ist. Nach den Regeln der Mariners waren sie nicht berechtigt, seine Nummer offiziell zu vergeben, bis er 2010 zum ersten Mal für die Baseball Hall of Fame in Frage kam. Die Mariners vergeben seit 12. August 2017 Martinez’ Trikotnummer 11 nicht mehr.
Martínez wurde am 9. September 2003 in einer Feldzeremonie im Safeco Field in die Hispanic Heritage Baseball Museum Hall of Fame aufgenommen.
Im Jahr 2004 hat die Baseball Major League den Outstanding Designated Hitter Award ihm zu Ehren in Edgar Martínez Award umbenannt. Als fünfmaliger Gewinner dieses Preises ist er einer von acht Spielern, nach denen Baseball-Auszeichnungen benannt sind. Die anderen sind: Jackie Robinson für den Rookie des Jahres, Cy Young für Pitching, Hank Aaron für Batting, Roberto Clemente für „Sportlichkeit, Gemeinschaftsbeteiligung und den Beitrag des Einzelnen zu seinem Team“, Ted Williams für den All Star Game MVP Award, Tony Gwynn (National League) und Rod Carew (American League), deren Namen an den Batting Champion Award jeder Liga angehängt sind.
Er wurde am 2. Juni 2007 in die Seattle Mariners Hall of Fame aufgenommen.
Im Dezember 2007 gab der ehemalige Mariners-Outfielder Shane Monahan ein Interview mit ESPN.com, in dem er anmerkte, dass Amphetamine und Steroide im Clubhaus des Teams in den späten 90er Jahren zügellos verwendet wurden. Monahan sagte, dass fast jeder Seattle Spieler, außer der ehemalige Catcher Dan Wilson, Amphetamine verwendete. Martínez, wie auch seine ehemaligen Teamkollegen Jamie Moyer und Raúl Ibañez, stritten die Behauptungen einer solchen Verwendung im Clubhaus ab. Martínez sagte während eines Besuchs der Mariners im Frühjahrstraining: „Ich weiß nicht, warum [Monahan] das gesagt hat, ich war lange dort und ich habe nicht gesehen, was er sah. […] Was wollt ihr machen? Es wurde viel über Baseball geredet […] Aber wie ich schon sagte, ich war lange dort und habe das nie gesehen.“ – Edgar Martínez, Seattle Times: 15. März 2008.
Martinez war 2010 erstmals berechtigt, in die Baseball Hall of Fame gewählt zu werden. Er erhielt 36,2 % der Stimmen. In den darauf folgenden Jahren konnte Martinez keine signifikante Erhöhung der Unterstützung erhalten, sie lag 2015 auf dem höchsten Stand von 43 %, aber in der Abstimmung von 2017 stieg der Prozentsatz auf 58 % von den benötigten 75 %.
Für die Saison 2013 arbeiteten die Mariners mit Martinez, dem lokalen Küchenchef Ethan Stowell und dem Barkeeper Anu Apte zusammen, um Edgar’s Cantina im Safeco Field zu eröffnen.
Der zurückgetretene Yankee Mariano Rivera antwortete auf die Frage, ob es jemanden gab, vor dem er Angst hatte, gegen ihn zu spielen, dass er nie Angst hatte, aber „Ich werde es so sagen: Der einzige Typ, den ich in einer harten Situation nicht treffen wollte, war Edgar Martínez. Der Grund dafür ist, dass ich ihn nicht rausbekommen konnte. (Lacht) Ich konnte ihn nicht rauskriegen, es war egal, wie ich den Ball warf, ich konnte ihn nicht raushauen. Oh, mein Gott, er hatte mehr als meine Nummer, er hatte mein Frühstück, Mittag und Abendessen, er hat alles von mir“. Gegen Rivera, war Martinez in der Lage, eine 0,579 Batting Average zu erreichen. Er hatte 11 Hits bei 19 At Bats. Hall of Fame pitcher Pedro Martínez (nicht verwandt) nannte Edgar Martínez einen der härtesten Schläger, mit denen er sich in seiner Karriere messen musste – er war sehr diszipliniert auf dem Platz. Er würde Bälle rausschlagen (Foul ball) die jeden anderen raushauen würden.